# Euchromia formosa
Euchromia formosa là một loài bướm đêm thuộc phân họ Arctiinae, họ Erebidae.